# Butu khürgen
Butu khürgen (v.1170 - 1227) ( Хятад ; pinyin : Bùtū) était un seigneur Ikires, beau-frère puis gendre Gengis Khan, son domaine était située le long de la rivière Ergune. 

## Biographie
Il épousa en premières noces Temülün, la sœur cadette de Gengis Khan, et devint le premier gendre de Gengis Khan. Lorsque Gengis Khan s'éloigna de Djamuqa, il vint à Temujin et le suivit. Après la mort de Temülün, Gengis Khan lui donna sa fille aînée Khojin Beki en mariage, renforçant encore leurs relations. Après la création du Khamag Mongol en 1206, il devint le seigneur d'un minggan, (unité de mille), qui dirigeaient 2 000 foyers parmi le peuple de gauche. Dans la guerre contre les Jin, il dirigea son armée subordonnée et captura les régions de Liaodong, Liaoshi et Yizhou avec l'armée de gauche dirigée par Muhuali Wang. Plus tard, Tangud mourut pendant un repas. Il fut ensuite élevé au titre de Chang Wang (昌王) pendant la dynastie Yuan.

## Famille
On lui connait au moins deux épouses et deux fils.
- Temülün, (v.1170 - v.1202), fille de Yesügei et d'Hö'elün;
- Khojin Beki, (v.1185 - ?), fille de Gengis Khan et de Börte;
- une épouse au nom inconnu;
  - Huldai Küregen, (v.1200 - ap.1233);
  - Derekei Küregen, (v.1205 - ?), époux de Yuelun, fille de Kubilai Khan;